# Klemen Grošelj

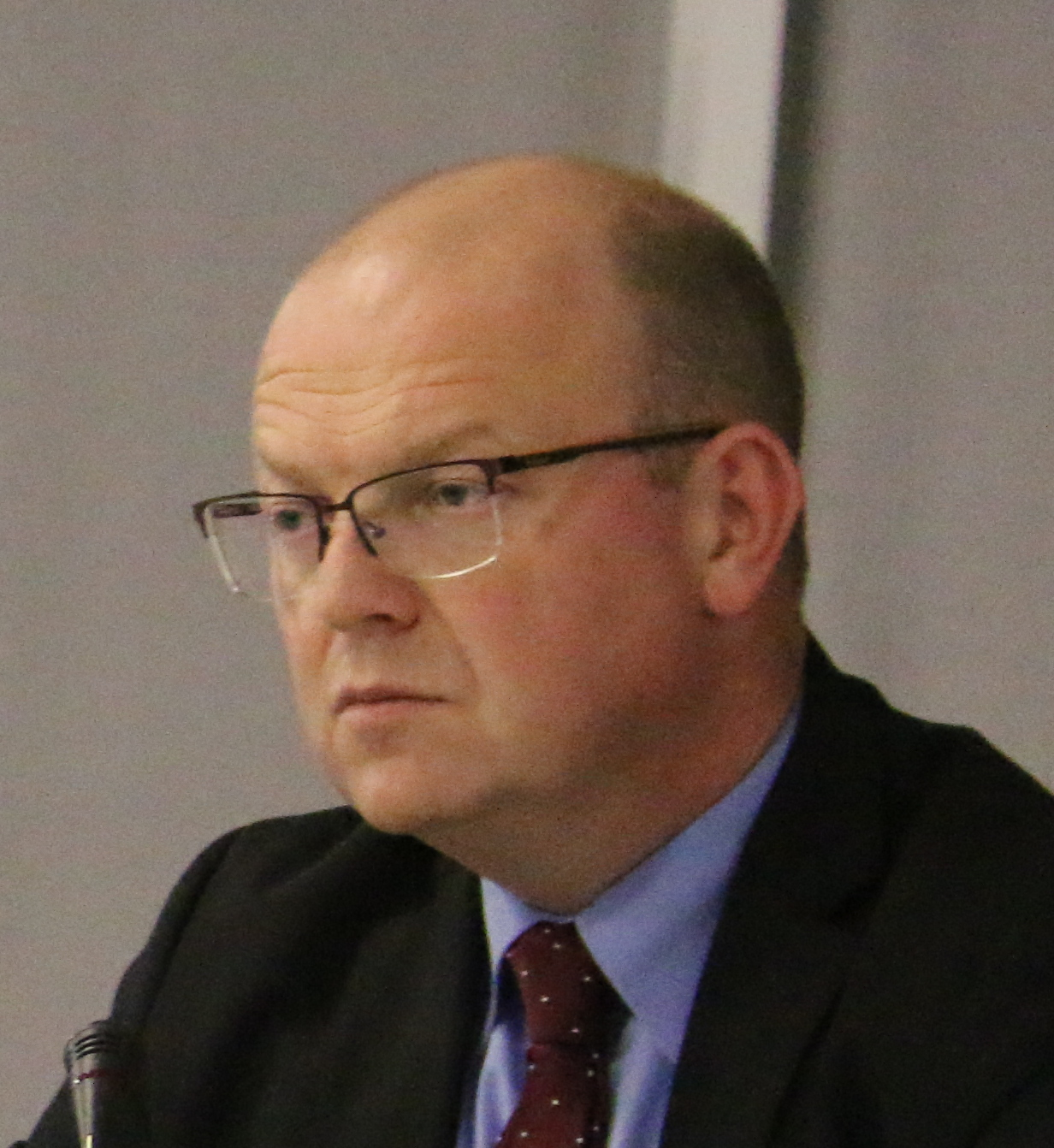
Klemen Grošelj

Klemen Grošelj (* 8. März 1976 in Kranj) ist ein slowenischer Verteidigungswissenschaftler, Politiker und Europaabgeordneter.
In der Regierung von Marjan Šarc war er Staatssekretär im Verteidigungsministerium. Bei den Wahlen zum Europäischen Parlament 2019 wurde er zum Mitglied der Marjan-arc-Liste gewählt.
Er spricht Englisch, Italienisch, Deutsch, Serbisch, Kroatisch und Russisch. Er ist verheiratet und Vater einer Tochter und eines Sohnes.